# (33439) 1999 FF18
1999 FF18 (asteroide 33439) é um asteroide da cintura principal. Possui uma excentricidade de 0.20942480 e uma inclinação de 13.49241º.
Este asteroide foi descoberto no dia 20 de março de 1999 por LONEOS em Anderson Mesa.